# Plestiodon stimpsonii
Plestiodon stimpsonii (japanisch イシガキトカゲ, Ishigaki-Tokage) ist eine Skinkart der Gattung Plestiodon aus der Unterfamilie Scincinae, die im Süden Japans verbreitet ist. Im englischen Sprachraum wird sie als Stimpson's skink bezeichnet.

## Merkmale und Lebensweise
Plestiodon stimpsonii hat eine Gesamtlänge von 8,2 bis 9,9 cm mit einer Kopf-Rumpf-Länge von 5,5 bis 8 cm. Jungtiere haben einen leuchtend blauen Schwanz und 7 Längsstreifen am Rumpf. P. stimpsonii sieht der Art P. kishinouyei ähnlich, hat aber eine deutlich geringere Körpergröße als diese.
Weibchen legen im Mai Gelege von 5 bis 9 Eiern. Die Eierschalen werden möglicherweise vom Muttertier gefressen. P. stimpsonii bevorzugt Waldgebiete als Lebensraum, vor allem bei Konkurrenz zu der in offeneren Flächen lebenden Art P. kishinouyei.

## Verbreitungsgebiet und Gefährdungsstatus
P. stimpsonii ist auf den japanischen Yaeyama-Inseln endemisch, jedoch nicht auf der weiter abgelegenen Insel Yonaguni und einigen kleineren.
Die IUCN und die durch das Japanische Umweltministerium veröffentlichte nationale Rote Liste stufen die Art als potentiell gefährdet („Near Threatened“) ein.
Eine Bedrohung sind eingeführte Arten wie Japan-Wiesel (Mustela itatsi) und Blaue Pfauen (Pavo cristatus). Subpopulationen auf Hateruma-jima, Kuroshima und Kohama-jima scheinen daher rückläufig zu sein. Ein Teil des Verbreitungsgebiets liegt innerhalb des Iriomote-Ishigaki-Nationalparks.

## Systematik
Die Art wurde 1912 von Joseph Thompson als Eumeces stimpsonii erstbeschrieben.

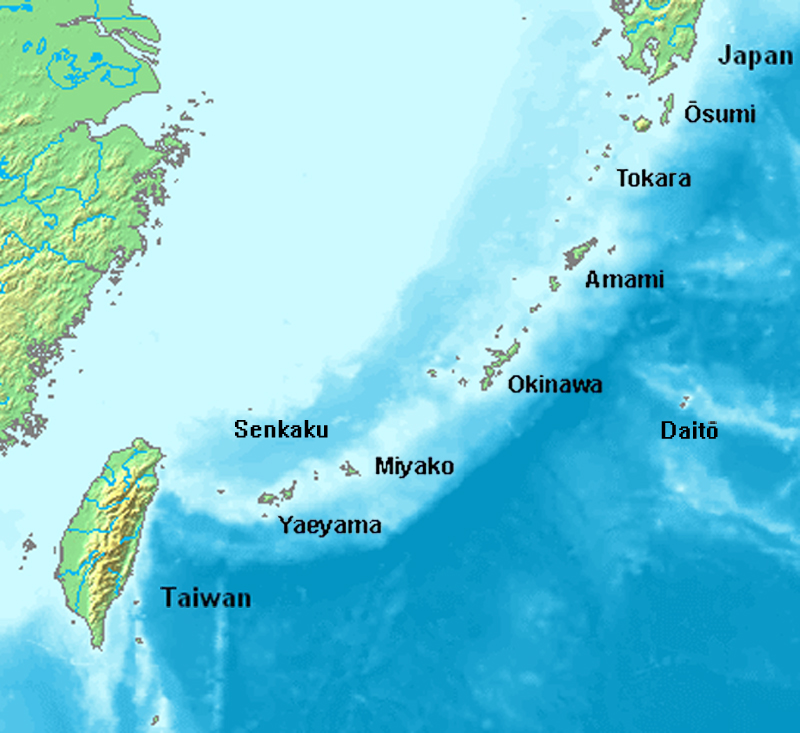
Lage der Ryūkyū-Inselgruppen

Eine sympatrische Art ist P. kishinouyei, die ebenfalls auf den Yaeyama-Inseln und darüber hinaus auf den Miyako-Inseln verbreitet ist.
Neben diesen beiden finden sich noch folgende Arten auf den Ryūkyū-Inseln:
- P. barbouri auf den Amami-Inseln und Okinawa-Inseln
- P. elegans auf den Senkaku-Inseln, sowie in Taiwan, Südostchina und Nordvietnam
- P. kuchinoshimensis auf Kuchinoshima im Norden der Tokara-Inseln
- P. marginatus auf den Okinawa-, Amami- und Tokara-Inseln
- P. oshimensis auf den Amami- und Tokara-Inseln
- P. takarai auf vier der Senkaku-Inseln